# Jewish Territorialist Organization
Jewish Territorialist Organization, ITO, var en judisk politisk rörelse som grundades av Israel Zangwill 1903.
Samma år som ITO grundades hade Storbritanniens regering föreslagit Theodore Herzls sionistgrupp att man skulle få mark i Brittiska Östafrika i syfte att judar skulle kunna bosätta sig där. Det hela formulerades i Storbritanniens Ugandaprogram. Frågan togs upp vid den sjätte sionistkongressen, men tillbakavisades.
ITO:s medlemmar, de så kallade territorialisterna, arbetade för att hitta lämpliga ställen för nya judiska bosättningar, till exempel Galveston i Alaska, men även i Afrika, Asien och Australien. Man nådde ingen större framgång och ITO upplöstes 1925. Redan 1917 hade man emellertid förlorat kraftigt i betydelse i och med Balfourdeklarationen.